# Laguiole
Laguiole är en kommun i departementet Aveyron i regionen Occitanien i södra Frankrike. Kommunen ligger  i kantonen Laguiole som ligger i arrondissementet Rodez. År 2022 hade Laguiole 1 215 invånare.

## Befolkningsutveckling
Antalet invånare i kommunen Laguiole
Referens: INSEE

## Galleri

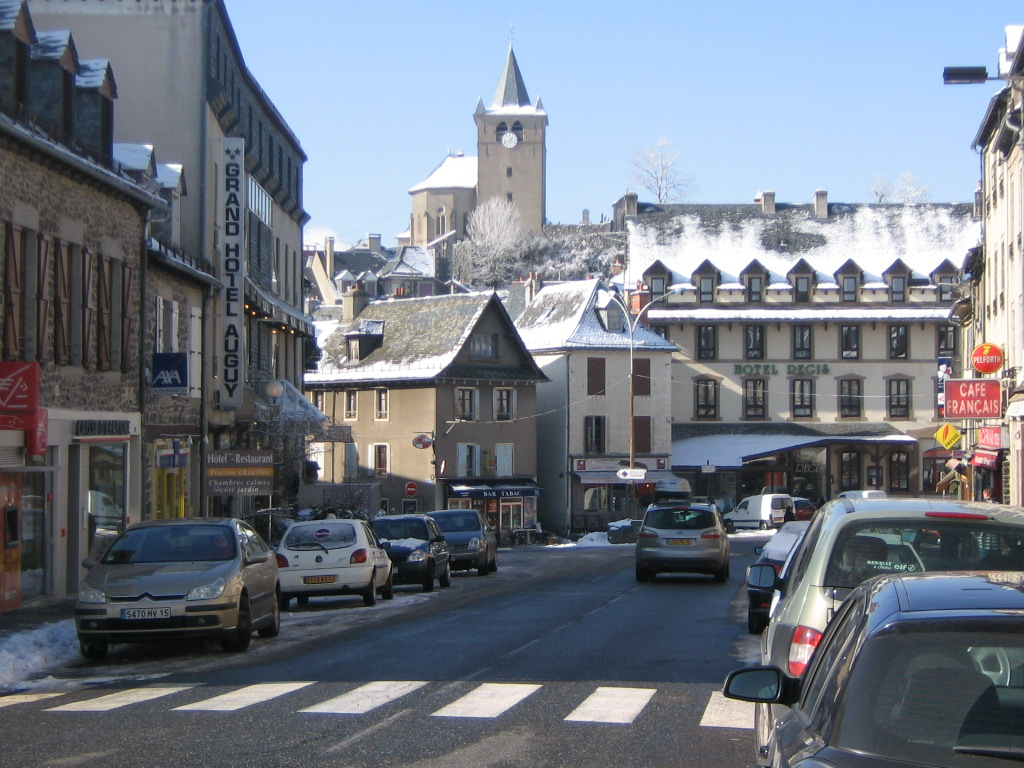